# Maria Dragomir
Maria Dragomir (n. 2 septembrie 1957

) este o fostă deputată româncă, aleasă în legislatura 2012-2016 din partea grupului parlamentar Democrat și Popular, în colegiul 1 Călărași.
În timpului mandatului a trecut la deputați neafiliați.
La sfârșitul anului 2015, se înscrie în PSRO, devenind președintele organizației județene Călărași. În martie 2016 aceasta își anunță candidatura la Primăria Călărași din partea PSRO.